# Thomas Lehne Olsen
Thomas Lehne Olsen, né le 29 juin 1991 à Moelv en Norvège, est un footballeur international norvégien qui évolue au poste d'avant-centre au Lillestrøm SK.

## Biographie

### Débuts professionnels
Né à Moelv en Norvège, Thomas Lehne Olsen, commence sa carrière professionnelle avec le Hamarkameratene, qui évolue alors en deuxième division norvégienne. Il joue son premier match le 14 avril 2009, face à l'Alta IF, en championnat. Ce jour-là, il entre en jeu en cours de partie à la place de Markus Ringberg (en), et participe à la victoire de son équipe en inscrivant également son premier but en professionnel (7-0 score final).
Le 12 août 2012, il se met en évidence en étant l'auteur d'un triplé en deuxième division, sur la pelouse du Notodden FK, permettant à son équipe de l'emporter 0-3 à l'extérieur.
Le 18 décembre 2015, est annoncé le transfert de Thomas Lehne Olsen au Tromsø IL.

### Lillestrøm SK
Le 12 février 2018, Thomas Lehne Olsen s'engage en faveur du Lillestrøm SK.
Olsen joue son premier match pour le Lillestrøm SK le 11 mars 2018, contre le FK Bodø/Glimt, lors de la première journée de la saison 2018 d'Eliteserien. Titularisé, il marque également son premier but pour le club, mais ne peut empêcher la défaite de son équipe par trois buts à un.
Lors de la saison 2021, il termine à la deuxième place des meilleurs buteurs du championnat norvégien, avec 26 buts en 29 matchs, à seulement une unité du meilleur buteur, Ohi Omoijuanfo.

### Shabab Al-Ahli Club
Le 28 décembre 2021 est annoncé le transfert de Thomas Lehne Olsen au Shabab Al-Ahli Club.

### Retour au Lillestrøm SK
Après avoir résilié son contrat avec Shabab Al-Ahli Club, Thomas Lehne Olsen retourne au Lillestrøm SK le 22 août 2022. Il signe un contrat courant jusqu'en décembre 2026,.

### En sélection
Le 8 février 2011, il reçoit sa seule et unique sélection avec les espoirs, en amical contre le Portugal (score : 1-1). 
En novembre 2021, Thomas Lehne Olsen est convoqué pour la première fois avec l'équipe nationale de Norvège par le sélectionneur Ståle Solbakken.